# Євромайдан. Чорновий монтаж
«Євромайдан. Чорновий монтаж» — український документальний фільм відзнятий режисером Романом Бондарчуком та багатьма іншими режисерами ініціативи Вавилон'13; цілком присвячений історичним Революційним подіям в Україні 2013—2014 років. Фільм — відкриття міжнародного кінофестивалю Docudays UA в березні 2014 та Мандрівного фестивалю Docudays UA  в жовтні-грудні 2014.

## Опис
Три місяці революції. Від обуреного протесту до народного єднання. Від каструль на голові до кийків і бронежилетів. Від ейфорії перемоги до оплакування загиблих Небесної сотні. Революція як вибух пробудженої гідності, як ейфорія свободи, як біль усвідомлення ціни, як народження новітньої історії України. У цьому році ми вирішили відмовитися від фільму-відкриття, адже вся наша увага прикута до змін, що сьогодні відбуваються в державі. Ми звернулися до режисерів, що знімали український протест, і попросили надати нам їхні найкращі кадри. Епізоди майбутніх фільмів про Євромайдан склалися у калейдоскоп революції, що не потребує коментарів. Режисери пропонують до вашої уваги хроніку Українського протесту. Прожити з учасниками протестних акцій і бойових подій ці три місяці боротьби, відчуйте і побачте революцію нашими очима…
На кінофестивалі в Їглаві журі нагородило «Євромайдан» спеціальною відзнакою «Срібне око». Також фільм отримав спецприз журі на фестивалі в Глазго (Document International Human Rights Documentary Film Festival) та головний приз міжнародного конкурсу онлайн-фестивалю FEELFEST.

## Авторський склад проекту
- Режисери: Володимир Тихий, Андрій Литвиненко, Катерина Горностай, Роман Бондарчук, Юлія Гонтарук, Андрій Кисельов, Роман Любий, Олександр Течинський, Олексій Солодунов, Дмитро Стойков
- Сценарій: Юля Сердюкова
- Монтаж: Роман Бондарчук
- Музика: Антон Байбаков
- Sound mixing: Борис Петер
- Продюсери: Дар'я Аверченко, Юля Сердюкова, Роман Бондарчук